# Jesse Vassallo
Jesús David “Jesse” Vassallo Andón (Ponce, Puerto Rico, 9 de agosto de 1961) es un ex nadador de competición Puertorriqueño y plusmarquista mundial en los 200 y 400 combinados individuales, que participó en los Juegos Olímpicos de Verano de 1984 por los Estados Unidos. En 1997, se convirtió en el primer puertorriqueño en ser incluido en el Salón Internacional de la Fama de la Natación. Fue algo único en la escala de sus logros como nadador, y en un homenaje a sus récords mundiales en 1978 fue elegido "Nadador masculino del año" por la revista Swimming World. De 2004 a 2009, se desempeñó como presidente de la Federación Puertorriqueña de Natación (Federación Puertorriqueña de Natación).
En 1978, Vassallo  rompió su primer récord en las pruebas de 400 metros combinados individuales para el Campeonato Mundial de 1978 que se celebraría en Berlín, Alemania. En Berlín volvió a batir su récord y ganó dos medallas de oro y una de plata. En 1979, Vassallo Anadón rompió su tercer récord mundial en los 200 metros combinados individuales y ganó el oro en los Juegos Panamericanos de 1979, celebrados en San Juan.

## Carrera deportiva
En el Campeonato Mundial de Natación de 1978 celebrado en Berlín (Alemania), ganó la medalla de plata en los 100 metros estilo , con un tiempo de 2:04.99 segundos, tras el canadiense Graham Smith  (oro con 2:03.65 segundos que fue récord del mundo) y por delante del soviético Oleksandr Sidorenko  (bronce con 2:05.29 segundos).